# Aleksandr Nikolaevich Popov
Aleksandr Nikolaevich Popov (em russo: Александр Николаевич Попов; Alupka, República Autônoma da Crimeia, 18 de junho de 1996 - Ucrânia, 23 de junho de 2022) foi um oficial militar russo, tenente sênior da Guarda, que participou da invasão russa à Ucrânia. Morreu em combate em 2022 e foi condecorado postumamente com o título de Herói da Federação Russa.

## Biografia
Ele estudou em uma escola no vilarejo de Termalny, no distrito de Yelizovsky, Krai de Kamchatka. Foi comandante de um grupo juvenil militar.
Após concluir a escola, tentou sem sucesso ingressar em uma universidade militar e acabou sendo convocado para o serviço militar obrigatório. No ano seguinte, entrou na Escola Superior de Comando de Armas Combinadas do Extremo Oriente Marechal da União Soviética Konstantin Rokossovsky. Ao se formar, em 2019, solicitou ser designado para as tropas aerotransportadas.
Serviu na 11.ª Brigada de Assalto Aéreo de Guardas (em Ulan-Ude) como comandante de pelotão e depois como subcomandante de uma companhia de batalhão de reconhecimento. A partir de 24 de fevereiro de 2022, participou da invasão russa à Ucrânia.
Morreu em combate no dia 23 de junho de 2022, na Ucrânia.
Foi sepultado em 4 de julho de 2022, na vila de Termalny no Krai de Kamchatka.

## Prêmios
- Herói da Federação Russa (27 de junho de 2022, postumamente) - por "coragem e heroísmo demonstrados no desempenho do dever militar".[3]

## Ligações
- Что известно о герое России Александре Попове // www.tvc.ru
- Якунин И. Взвод Попова остановил две роты // Звезда: еженедельник. — 2023. — 22 февр.